# Kolmogorow-Ungleichung
Die Kolmogorow-Ungleichung, auch Maximalungleichung von Kolmogorow genannt, ist eine Ungleichung aus der Stochastik. Sie wurde Ende der 1920er Jahre vom russischen Mathematiker Andrei Nikolajewitsch Kolmogorow bewiesen und dient zum Beweis eines starken Gesetzes der großen Zahlen für Zufallsvariablen, die nicht unbedingt identisch verteilt sein müssen, aber die Kolmogorow-Bedingung erfüllen. Die Doobsche Ungleichung ist eine Verallgemeinerung der Kolmogorow-Ungleichung für Martingale.

## Ihre Aussage
Die Kolmogorow-Ungleichung besagt, dass für eine Folge {\displaystyle (X_{n})_{n}\;} unabhängiger Zufallsvariablen mit {\displaystyle E[X_{n}]=0\;} für jedes {\displaystyle \varepsilon >0\;} die folgende Maximalungleichung gilt:
{\displaystyle P\left(\max _{0\leq k\leq n}|S_{k}|>\varepsilon \right)\leq {\frac {1}{\varepsilon ^{2}}}\sum _{k=0}^{n}{\mbox{Var}}(X_{k})}.
{\displaystyle S_{k}\;} bezeichnet dabei die {\displaystyle k}-te Partialsumme {\displaystyle \sum _{i=0}^{k}X_{i}}.